# Hardwick (Kalifornia)
Hardwick – jednostka osadnicza w Stanach Zjednoczonych, w stanie Kalifornia, w hrabstwie Kings.